# Ruine Schönenwerd
Die Schönenwerd ist die Ruine einer Wasserburg auf dem Gebiet der heutigen Gemeinde Dietikon im Kanton Zürich in der Schweiz.

## Lage
Die Ruine der Wasserburg Schönenwerd befindet sich heute ca. 200 Meter vom linken Limmatufer entfernt und 600 Meter östlich der SBB-Bahnstation Glanzenberg an der Bahnstrecke  Zürich-Baden. Auf dem rechten Limmatufer, ca. 700 Meter flussabwärts, befinden sich die Ruinen der Burg und des ehemaligen Städtchens Glanzenberg.

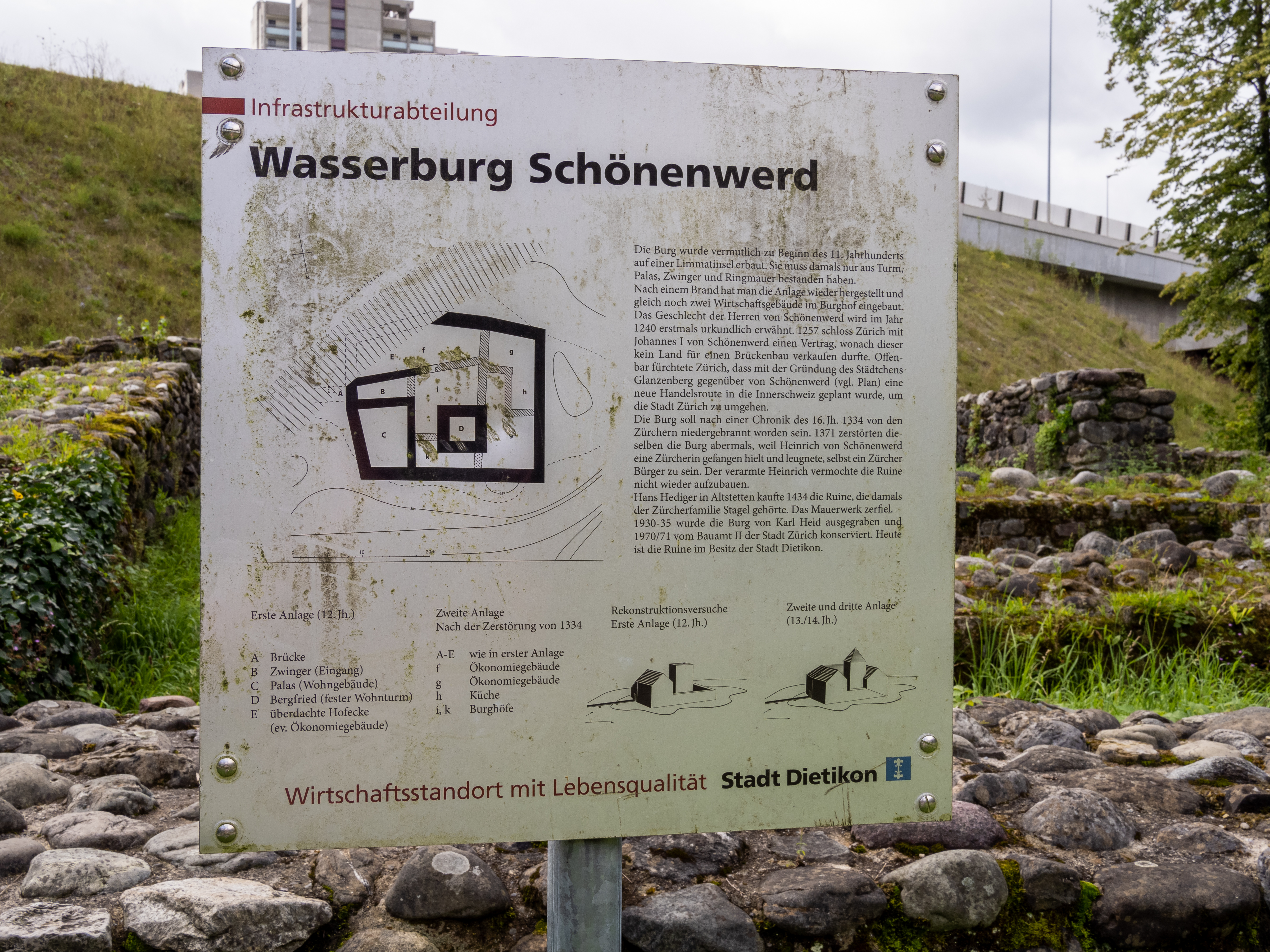
Informationstafel Wasserburg Schönenwerd

## Geschichte
Die Burg wurde vermutlich zu Beginn des 12. Jahrhunderts auf einer Limmatinsel mit Turm, Palas, Zwinger und Ringmauer gebaut. Nach einem Brand wurde die Burg wiederhergestellt und um zwei Wirtschaftsgebäude im Burghof erweitert. Die Herren von Schönenwerd werden 1240 erstmals urkundlich erwähnt. Sie waren Dienstherren der Habsburger und übten die Vogteirechte über Dietikon-Oberdorf aus, das damals als eigene Vogtei galt. An der Reppisch besassen die Ritter einen ansehnlichen Grundbesitz. 
Im Rahmen der territorialen Konkurrenzierung zwischen den  Regensbergern und der florierenden Stadt Zürich, in der ersten Hälfte des 13. Jahrhunderts, bauten die Regensberger die um 1044 errichtete alte Burg Fahr zur Burg Glanzenberg aus und gründeten vermutlich um 1240 das Städtchen Glanzenberg «ennet der Limmat bei Dietikon».
Die Regensberger hatten den Platz für eine Stadtgründung nach strategischen Gesichtspunkten ausgewählt. Zum einen sollte es den Handelsverkehr auf der Limmat und der Strasse nach Baden kontrollieren, zum andern war die Stelle für den Bau einer Brücke über die Limmat gut geeignet und befand sich in der Nähe des  Klosters Fahr, ebenfalls eine Regensberger Gründung.
Für einen Brückenbau benötigten sie jedoch die Kooperation der Ritter von Schönenwerd, deren Burg am gegenüberliegenden Limmatufer stand. Die Stadt Zürich hingegen duldete den Bau einer neuen Brücke nicht und bedrängte die Herren von Schönenwerd, die sich 1257 verpflichteten, auf dem jenseitigen Limmatufer kein Land für einen Brückenbau zu verkaufen. Zürich befürchtete, dass mit der Gründung des Städtchens Glanzenberg eine neue Handelsroute in die Innerschweiz – unter Umgehung der Stadt Zürich – geplant würde. Die Burg soll 1334 und 1371 von den Zürchern gebrandschatzt worden sein. Der verarmte Heinrich von Schönenwerd vermochte die Ruine nicht wieder aufzubauen. Dem Kloster Wettingen gelang es nach und nach, den verarmten Rittern die Besitztümer abzukaufen. Die Vogteirechte beider Dietikons gelangten 1367 an das Kloster.
Hans Hediger von Altstetten kaufte 1434 die Ruine von der Zürcher Familie Stagel. 1930–35 wurde die Burg von Karl Heid ausgegraben und 1970/71 vom Bauamt der Stadt Zürich konserviert. Heute sind die Ruinen im Besitz der Stadt Dietikon.